# Bala Garba
Bala Garba (Lagos, 9 agosto 1974) è un ex calciatore nigeriano, di ruolo attaccante.

## Carriera

### Club
Garba iniziò la carriera con le maglie di NUB, VIP, El-Kanemi Warriors e Udoji United. Passò poi ai norvegesi dell'Haugesund, dove rimase dal 1997 al 2003.
Nel 2003, infatti, fu acquistato dal GIF Sundsvall. Esordì nella Allsvenskan il 7 aprile, nella sconfitta per 2-0 sul campo dell'Halmstad. Il 13 aprile arrivò la prima rete, nel successo per 2-1 sull'AIK.
Nel 2004 tornò in Norvegia, per militare nello Start, in 1. divisjon. Debuttò in squadra il 12 aprile, nel 4-0 inflitto al Pors Grenland: il nigeriano fu autore di una delle marcature. A fine anno, la squadra raggiunse la promozione nella Tippeligaen.
Nel 2007 fu acquistato dal Notodden. Giocò il primo match per il nuovo club il 9 aprile, nel 2-2 contro il Raufoss: anche stavolta, segnò una rete all'esordio.
Nel 2009, firmò per il Kopervik.

## Palmarès

### Club

#### Competizioni nazionali
- 1. divisjon: 1

Start: 2004

### Individuale
- Capocannoniere della 1. divisjon: 1

2001 (18 reti)